# Gautier Sans-Avoir
Gautier Sans-Avoir, mort en 1096, est, avec Pierre l'Ermite, un des chefs de la croisade populaire, partie en avant-garde de la première croisade bien avant la mise en marche de celle des nobles et seigneurs.

## Origine et famille
Son origine n'est pas connue avec certitude. Michaud le dit du village de Noyers, près de Langres, mais son affirmation, insuffisamment documentée, ne peut pas être prise en compte. Guibert de Nogent le dit « né au-delà de la Seine ». On considère qu'il était neveu d'un Gautier, seigneur de Poissy, et peut-être du village de Boissy-sans-Avoir. Il serait fils d'Hugues Sans-Avoir, cité en 1058 comme témoin d'un acte de Galéran III, comte de Meulan, et frère de Guillaume et de Simon Sans-Avoir, tous deux croisés en 1096 et tués à la seconde bataille de Ramla en mai 1102.

## Biographie

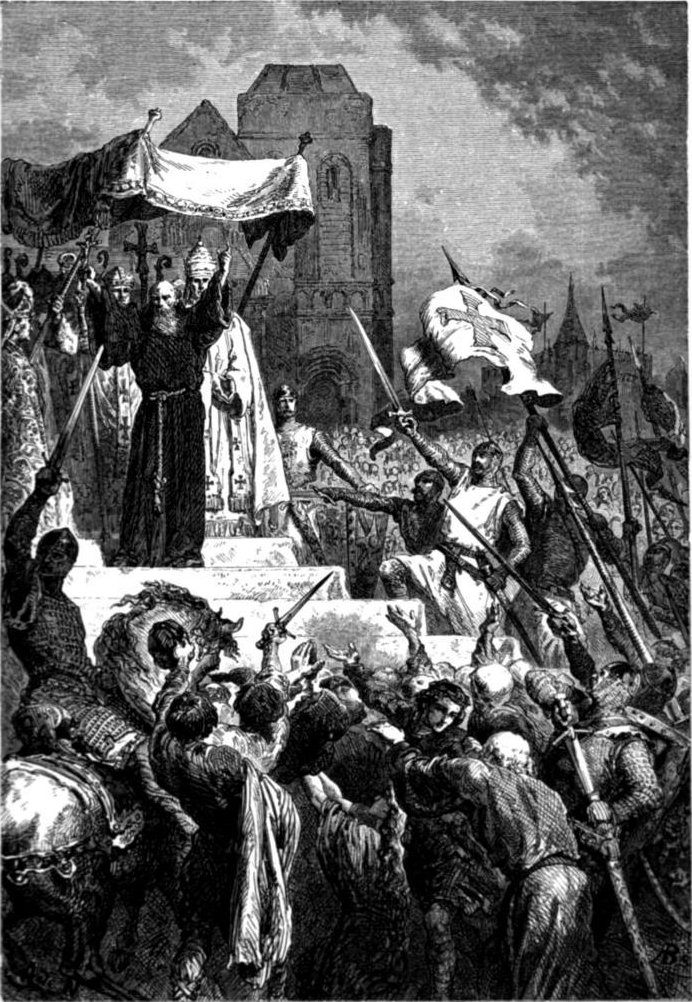
«Deus lo Vult !» (en latin: Deus vult !), phrase concluant l'appel d'Urbain II au Concile de Clermont (Alphonse Marie de Neuville, 1883)

Il est le fils cadet du seigneur de Poissy, en France, et de ce fait un pauvre chevalier sans espoir d’obtenir un quelconque fief. Impressionné par la passion religieuse de Pierre l’Ermite, il se voue au service de Dieu, sans attendre que nobles et seigneurs se constituent une armée pour une véritable expédition guerrière. Sa fougue et son impatience sont telles qu’il ne supporte pas les lenteurs du grand prédicateur. Réunissant autour de lui les plus déterminés et les plus combatifs des pèlerins, rameutant ceux qui portent une arme et savent s’en servir, il prend les devants. C’est avant tout un homme de guerre. Il maîtrise et organise sa troupe composée de dix ou douze mille croisés. Il trouve des chefs, tels que Turpin d’Etampes, pour les encadrer et les discipliner. Le pillage est interdit, et même des gredins, comme les Compagnons de la Sainte Croix, appliquent cette interdiction.
En 1095, Urbain II lance l'appel à la croisade au concile de Clermont, à la suite de quoi des chrétiens de tous pays et de toutes catégories sociales se mettent à coudre des croix rouges sur leurs habits et à partir en pèlerinage à Jérusalem, afin de libérer la ville de la domination des musulmans. L'enthousiasme est tel que nombre d'entre eux vendent ou hypothèquent leurs biens afin de se procurer les armes et l'argent nécessaires pour le voyage. La noblesse et le peuple partent de France, du sud de l'Italie, de Lorraine, de Bourgogne et de Flandre, et se répartissent rapidement en plusieurs convois.
Gautier Sans-Avoir part bien avant l'armée des barons, accompagne les paysans qui partent vers la Terre sainte. Pierre l'Ermite et lui se mettent à la tête d'une croisade populaire de Français et rejoignent Cologne le 12 avril 1096. Pierre l'Ermite s'y arrête pour prêcher la croisade à la noblesse germanique, tandis que Gautier Sans-Avoir prend la tête des croisés qui désirent partir immédiatement vers Jérusalem. Accompagné de ces derniers et de huit chevaliers, il quitte la ville le 15 avril 1096 et rejoint le cours du Danube. La frontière du royaume de Hongrie est atteinte le 8 mai[réf. nécessaire] et la traversée du royaume se fait sans heurts jusqu'à Belgrade qui marque la frontière avec l'empire byzantin. Le gouverneur de la ville, n'ayant aucune instruction pour l'accueil des croisés, leur refuse l'entrée de la ville le temps de recevoir des directives de l'empereur. Il s’ensuit des accrochages entre les croisés et les soldats de Belgrade et, pour comble de malheur, seize hommes de Gautier sont surpris en train de voler dans le marché de Semlin, un village hongrois. Ils sont dépouillés de leur armure et pendus vers le 11 juin. Enfin, les croisés sont autorisés à pénétrer dans le territoire byzantin jusqu’à Niš, où ils sont ravitaillés, et à continuer leur route, sous escorte, jusqu’à Constantinople, qu'ils atteignent le 20 juillet.
L'empereur Alexis Ier Comnène leur conseille d'y attendre la croisade des barons et la croisade menée par Pierre l'Ermite les rejoint le 1er août. L'indiscipline d'un grand nombre de croisés les pousse à piller les faubourgs de Constantinople et, le 7 août, l'empereur organise la traversée du Bosphore et assigne aux croisés le camp de Civitot, sur la rive asiatique du Bosphore, à une trentaine de kilomètres de la ville de Nicée, tenue par les Turcs. Plutôt que d'attendre l'arrivée des barons, les pèlerins se mettent à piller les campagnes turques, malgré les exhortations de Gautier et de Pierre, sans autorité. Pierre l'Ermite est désavoué comme chef de la Croisade et se rend régulièrement à Constantinople pour demander conseil à l'empereur. Gautier reste dans le camp, mais un certain nombre de croisés italiens et allemands choisissent comme chef un certain Renaud, qui part avec une troupe vers Nicée et prend le château de Xerigordon.

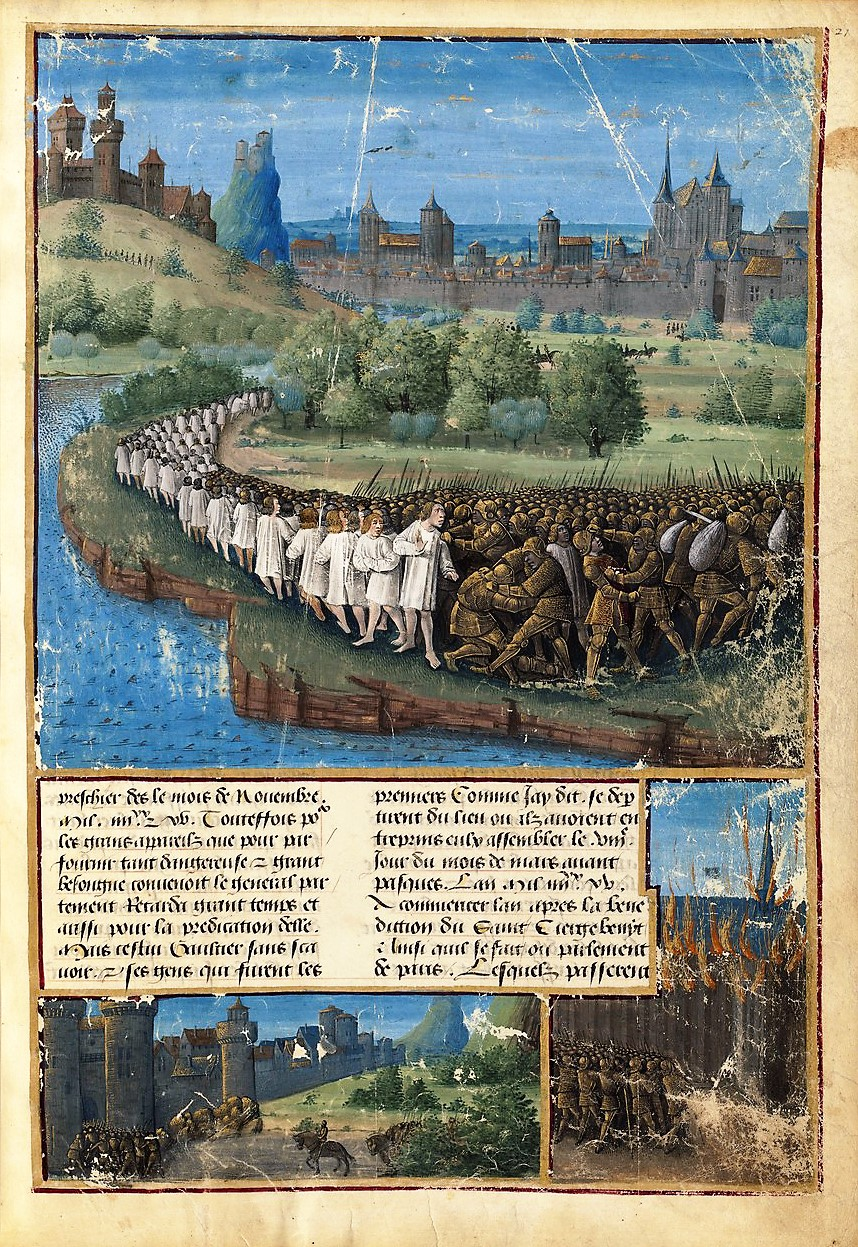
Massacre de la croisade populaire par les Turcs. Miniature de Jean Colombe tirée des Passages d'outremer de Sébastien Mamerot, BNF Fr.5594, f21r

Mais Kilitch-Arslan, sultan seldjûqide de Roum, reprend le château, réduit en esclavage les défenseurs qui acceptent de se convertir à l'islam et massacre les autres. Puis, pour attirer les croisés hors de Civitot, il y envoie des espions qui font courir le bruit que Renaud a pris Nicée, mais n'est pas disposé à partager le butin. La plus grande partie des croisés, environ vingt-cinq mille, encadrés par cinq cents chevaliers, dont Gautier Sans-Avoir, Gautier de Teck et le comte de Tubingen, partent en direction de Nicée. Trois kilomètres plus loin, ils sont attaqués par l'armée seldjoukide qui s'est mise en embuscade.  Gautier Sans-Avoir meure, ayant sept flèches plantées dans son armure.Vingt mille personnes sont massacrées et la plupart des rescapés sont réduits en esclavage. Seuls trois mille croisés atteignent Civitot et sont évacués vers Constantinople.

## Gautier et la postérité
Tout le long de la croisade, depuis son départ d'Île-de-France jusqu'à sa mort près de Nicée, Gautier Sans-Avoir est perçu comme un modèle de courage, d'honneur et d'humilité.
Cette figure du chevalier obscur et désintéressé devient un symbole de l'idéal de chevalerie médiévale et un prototype des moines-guerriers des ordres militaires. En 1118 (un peu plus de vingt ans après sa mort), cet idéal est l'un des piliers de la fondation du plus célèbre de ces ordres militaires du Moyen Âge : les templiers.

### Sources
- T. de Morembert, « Gautier Sans-Avoir » dans Dictionnaire de biographie française, vol. 15, Paris, 1982 [détail des éditions] , col. 854-5

- (pt) Cet article est partiellement ou en totalité issu de l’article de Wikipédia en portugais intitulé « Gualtério Sem-Haveres » (voir la liste des auteurs).